# Lars-Olof Edström
Lars-Olof Edström, född  5 januari 1933 i Johannesburg, död 26 november 2022 på Lidingö, var en svensk ämbetsman anställd på SIDA 1966–88 och ambassadör i Moçambique 1988–91.

## Biografi
Lars-Olof Edström var son till civilingenjören Herbert Edström från Ragunda socken i Jämtland. Fadern hade i 18 år arbetat för LM Ericsson i Sydafrika när han dog där i februari 1945. Som tolvåring flyttade Lars-Olof, tillsammans med sin mor och en äldre bror, från Johannesburg till Stockholm. 
Lars-Olof Edström blev filosofie licentiat på Stockholms universitet 1963, från 1961 anställd på NKI-skolan, en av landets ledande brevskolor, och tjänstgjorde från 1966 på det nybildade SIDA. 1971 gifte han sig med Ulla Borglin från Stockholm. 1986 utnämndes Edström till ställföreträdande generaldirektör för SIDA, och 1988 till chef för Sveriges ambassad i Maputo.